# Ochus Valles
Le Ochus Valles sono una struttura geologica della superficie di Marte.